# Cattedrale di San Giuseppe (Aleppo)
La Cattedrale di San Giuseppe (in arabo اتدرائية القديس يوسف‎?), chiamata anche Cattedrale di Aleppo, è la cattedrale dell'Eparchia di Aleppo dei Caldei, appartenente alla Chiesa cattolica caldea, ubicata nel quartiere di Soulemaniye di Aleppo.
L'eparchia fu istituita dalla bolla Quasi pastor di Pio XII nel 1957 e dal 18 gennaio 1992 è diretta dal vescovo gesuita Antoine Audo, presidente della Caritas siriana, consacrato l'11 ottobre dal patriarca caldeo Rafael I Bidawid, coconsacranti Néophytos Edelby e Armando Bortolaso.

Secondo numeri del 2008, l'eparchia  avrebbe compreso 13 parrocchie circa 15.000 cristiani di rito caldeo.